# Aucula
Aucula é um gênero de traça pertencente à família Arctiidae.